# Super Magical Illusion
「Super Magical Illusion」（スーパー・マジカル・イリュージョン）は、ストレイテナーの16枚目のシングル。2014年6月25日にユニバーサル ミュージックから発売された。

## 概要
前作「From Noon Till Dawn」から約1年8ヶ月ぶりとなるシングル。初回限定盤は、2013年12月に韓国、シンガポール、台湾とアジア3ヶ国を巡ったアジアサーキットの模様を収録したDVD付き。

## 収録曲
（全作詞・作曲：ホリエアツシ）
1. Super Magical Illusion
2. Wonderfornia
3. LIVE TRACKS from '21st CENTURY ROCK BAND TOUR 2013'（From Noon Till Dawn 〜 プレアデス 〜 ネクサス 〜 Farewell Dear Deadman）